# High Fashion (Addison Rae)
High Fashion è un singolo della cantante statunitense Addison Rae, pubblicato il 14 febbraio 2025 come terzo estratto dal primo album in studio Addison.

## Descrizione
High Fashion, un brano synth-pop dalle influenze R&B, è stato descritto dalla stessa interprete come «una traccia molto spensierata», associandola al precedente singolo Diet Pepsi.

## Video musicale
Il video musicale, girato a New Orleans e diretto da Mitch Ryan, è stato reso disponibile attraverso il canale YouTube dell'artista in concomitanza con l'uscita del singolo.

## Tracce
Testi e musiche di Addison Rae Easterling, Elvira Anderfjärd, Luka Kloser e Tove Burman.
1. High Fashion – 3:18

## Classifiche
| Classifica (2025) | Posizione massima |
| ----------------- | ----------------- |
| Irlanda           | 73                |
| Regno Unito       | 69                |